# 維拉科塔湖

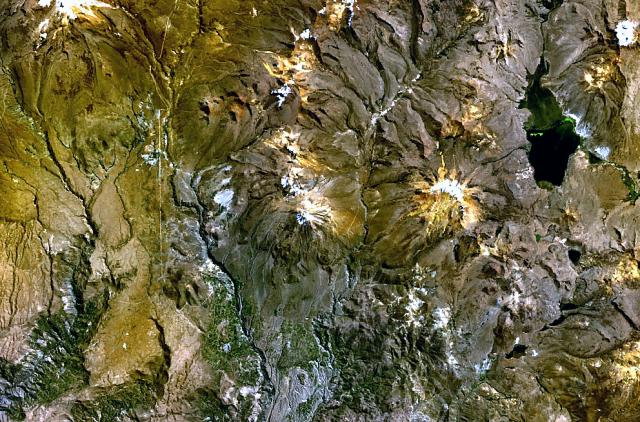

17°09′S 70°02′W / 17.150°S 70.033°W
維拉科塔湖（西班牙語：Laguna Vilacota），是秘魯的湖泊，位於該國南部塔克納大區，西面有尤卡馬內火山，是莫里河的發源地，長4公里、寬3公里，海拔高度4,433米。